# Mélisende de Jérusalem
Mélisende de Jérusalem, née en 1101 ou 1105 et morte le 11 septembre 1161, est une reine de Jérusalem de 1131 à 1143 et une régente du royaume de 1143 à 1152.

## Biographie
Mélisende naît en 1101 ou 1105 à Édesse, peu après la prise de Jérusalem. Elle est la fille aînée de Baudouin II du Bourg, roi de Jérusalem et de Morfia de Malatya. Elle passe son enfance dans une cour riche avec sa petite sœur Alix  et avec sa mère, Morfia, qui choyait ses enfants[source insuffisante], loin d'un père qu'elle ne voit que lors des réceptions ou à l'occasion des fêtes du Royaume.

### Héritière du trône de Jérusalem
Son père avait pris part à la première croisade dans le contingent de son cousin Godefroy de Bouillon. Après la prise de Jérusalem, il se rend à Édesse auprès de Baudouin de Boulogne, frère de Godefroy, qui était devenu comte d’Édesse. Godefroy de Bouillon meurt le 10 juillet 1100 et son frère Baudouin lui succède à Jérusalem, laissant le comté d'Édesse à Baudouin du Bourg.
Ce dernier, pour se faire mieux accepter de la population arménienne, majoritaire à Édesse, épouse Morfia de Malatya, fille du seigneur arménien Gabriel de Malatya. Mélisende naît peu après, suivie de trois autres filles, Alix, Hodierne et Yvette. Baudouin de Boulogne meurt le 2 avril 1118 et Baudouin du Bourg est élu roi de Jérusalem, et toute la famille s’installe dans la ville Sainte.

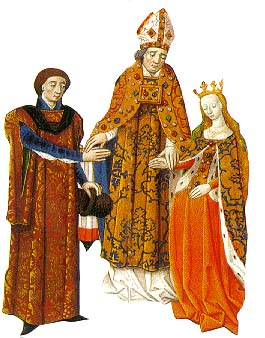
Mariage de Mélisende avec Foulques d'Anjou.

Pour Baudouin II, ses filles sont des instruments de sa politique extérieure. Dès 1119, il fiance Alix avec Bohémond, héritier de la principauté d’Antioche. Le mariage aura lieu en 1126, quand Bohémond II prend possession de la principauté d’Antioche. Puis Hodierne est fiancée au comte Raymond II de Tripoli et l’épouse en 1131. La dernière, Yvette, se retire dans un couvent et devient abbesse de Béthanie. Si Baudouin II n’avait pas encore donné un mari pour Mélisende, c’est que, n’ayant pas de fils, il avait avant tout besoin d’un héritier pour lui succéder sur le trône de Jérusalem. En 1127, il envoie son connétable Guillaume de Bures et Gautier Ier Brisebarre, seigneur de Beyrouth demander conseil auprès du roi Louis VI de France, lequel désigne le comte Foulques V d'Anjou. Après avoir réglé ses affaires et remis ses comtés à son fils Geoffroy Plantagenêt, Foulques quitte la France au début de l'année 1129, aborde à Saint-Jean-d'Acre au milieu du printemps et épouse Mélisende le 2 juin 1129.

### Reine de Jérusalem
Baudouin II meurt à Jérusalem le 21 août 1131 et la succession ne pose aucun problème. Reconnus souverains sans difficulté par la Haute Cour du royaume, Foulques et Mélisende sont sacrés roi et reine au Saint-Sépulcre le 14 septembre 1131,.
Parmi les principaux barons du royaume figure Hugues II du Puiset, comte de Jaffa, un cousin et un ami d'enfance de la reine, et les esprits malveillants les accusaient d'avoir une liaison. Peu à peu se forment deux camps, les partisans du roi et ceux du comte de Jaffa. Gautier de Grenier, seigneur de Césarée, beau-fils du comte de Jaffa hostile à son beau-père, l'accuse de trahison et lui lance un défi. Hugues l'accepte, mais ne se présente pas le jour fixé pour le duel judiciaire et est déclaré coupable. Pris de peur, Hugues de Jaffa se réfugie à Ascalon sous la protection des Égyptiens, mais ses vassaux refusent l'alliance égyptienne et l'abandonnent. Hugues est alors obligé de se soumettre, et est exilé pour une durée de trois ans. Au moment de s'embarquer, il est attaqué par un chevalier breton et grièvement blessé. Voulant couper court aux accusations d'avoir commandité le meurtre et aux risques d'émeutes, Foulques fait juger le coupable par la Haute Cour des barons et ordonne que l'exécution soit publique et qu'on ne lui coupe pas la langue, pour lui permettre de parler jusqu'au bout, et la loyauté du roi dans cette affaire est reconnue par tous. Hugues du Puiset se rétablit, contre toute attente et se rend en Sicile, où il meurt peu après. Mais le courroux de Mélisende de Jérusalem s'exerce longtemps sur les protagonistes, au point que certains craignent pour leur vie, avant qu'il ne finisse par s'apaiser.
Mélisende profite de son ascendant sur son mari, qui cherche à se faire pardonner, pour qu'il autorise le retour de sa sœur Alix à Antioche. Le nouveau patriarche, Raoul de Domfront, en lutte contre son clergé, trouve en elle une alliée et ne s'oppose pas à son retour, mais Foulques contre ce retour et cette complaisance en négociant le mariage de la princesse Constance, fille d'Alix, âgée de 9 ans, avec Raymond de Poitiers (1136).
Avec l'âge, Mélisende devient dévote et entreprend la fondation d'abbayes avec sa sœur Yvette, entrée au couvent. Elle fait notamment construire, en 1138, l'abbaye de Béthanie dont Yvette devient la mère supérieure, et fait fortifier le village, car ce dernier est en butte aux razzias des Bédouins venus de Transjordanie. Son influence permet également la réconciliation avec l'Église syriaque orthodoxe qui n'avait pas récupéré tous ses biens, saisis et occupés depuis la prise de Jérusalem. Elle est la destinataire d'un psautier richement enluminé, exécuté pour elle sans doute au monastère du Saint-Sépulcre à la fin des années 1130 ou début des années 1140, qui mêle liturgie et art byzantins et latins.

### Régente
Foulques meurt à Beyrouth le 10 novembre 1143, et son fils Baudouin III, âgé de treize ans, est reconnu roi sous la régence de Mélisende. Au cours de sa régence, Mélisende a réussi à maintenir intacte l’autorité monarchique, mais Zengi, atabeg de Mossoul et d’Alep enregistre ses premiers succès en matière de reconquête musulmane de la Syrie. En effet, il profite de cet état de régence, de l’esprit brouillon de Josselin II de Courtenay, comte d’Édesse, et de l’inimitié de ce dernier avec Raymond de Poitiers, prince d’Antioche pour assiéger Édesse.
Mélisende réagit en envoyant une armée dirigée par Manassès de Hierges, connétable du royaume, Philippe de Milly, seigneur de Naplouse et Elinand de Bures. Raymond d'Antioche ignore l'appel à l'aide, son armée étant déjà occupée contre l'Empire byzantin en Cilicie. Malgré l'armée de Melisende, Édesse tombe le 23 décembre 1144.
Mélisende en appelle alors au pape Eugène III qui émet, le 1er décembre 1145, la bulle pontificale Quantum praedecessores, appelant à une nouvelle croisade. Cet appel demeure d'abord sans réponse, bien que le roi de France, Louis VII, âgé d'environ 25 ans, envisage de se rendre lui-même en Terre sainte. Cependant, Bernard de Clairvaux promet l'absolution de tous les péchés commis à ceux qui prendraient la croix et le 31 mars 1146, à Vézelay en Bourgogne, prêche la croisade à une foule immense. À la différence de la première croisade, la nouvelle entreprise attire des souverains de toute l'Europe, à l'instar de la reine, Aliénor d'Aquitaine, mais aussi Thierry d'Alsace, comte de Flandres ; Henri, futur comte de Champagne ; Robert Ier de Dreux, frère de Louis VII ; Alphonse Ier de Toulouse ; Guillaume II de Nevers ; Guillaume III de Warenne, 3e comte de Surrey ; Hugues VII de Lusignan, Amédée III de Savoie, et de nombreux autres nobles et évêques. À Spire, l'empereur Conrad III, et son neveu Frédéric Barberousse reçoivent la croix des mains de Bernard de Clairvaux.
Pendant ce temps, en Palestine, la régente continue la politique de Foulques qui consiste à rester allié avec Damas contre Zengi et son fils Nur ad-Din. De son côté, le ministre Mu’in ad-Din Unur, régent de l’émirat de Damas, a la même intention politique. Mais Altûtâsh, émir de Hauran, se brouille avec Mu’in ad-Din Unur et demande la protection des Francs, ce qui rompt l’harmonie franco-damascène en juin 1147. Les négociations avec Damas échouent et les Francs envoient une armée qui est battue par les armées de Nur ad-Din et d’Unur.

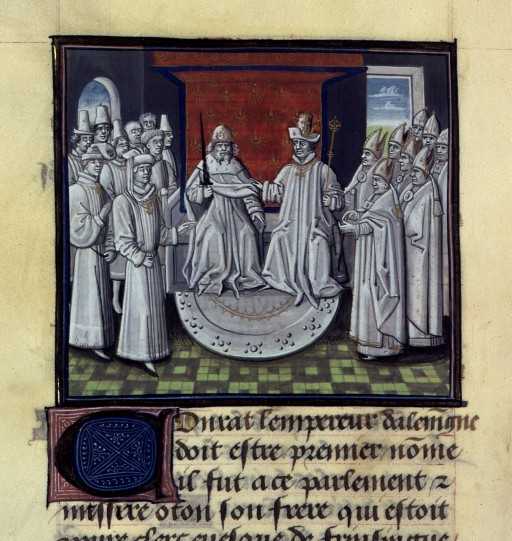
Concile d'Acre.
Guillaume de Tyr, Historia (BNF, Mss.Fr.68, folio 251).

Alors que l'armée allemande est défaite par les Seldjoukides en Anatolie, les forces françaises arrivent à Antioche, mais le roi Louis VII de France se brouille avec Raymond de Poitiers, prince d’Antioche et refuse de s’attaquer à Nur ad-Din, bien que l’objectif de la croisade soit la reprise d’Édesse et se rend à Jérusalem. Lors du concile d'Acre, les croisés et les barons décident d’assiéger Damas en juillet 1148. L'expédition est un échec et les croisés repartent en Europe.
Peu après le départ des croisés, Nur ad-Din lance une offensive contre la principauté d’Antioche, bat son armée à Ma’arratha le 29 juin 1149 et tue Raymond de Poitiers. Le patriarche de la ville, Aimery de Limoges assure la défense de la ville et donne ainsi à Baudouin III le temps suffisant pour arriver de Jérusalem avec son armée et obliger l’atabeg d’Alep à lever le siège et quitter la principauté. Puis Nur ad-Din se retourne contre les restes du comté d’Édesse et notamment Turbessel qu’il assiège, et une fois encore la venue de Baudouin l’oblige à lever le siège (octobre 1149). Mais après son départ, Le comte Josselin II d'Édesse est capturé et sa femme, ne pouvant assurer seule la défense de Turbessel, cède la place forte aux Byzantins. Ils se révèlent incapables de la défendre contre les Turcs qui s’en emparent en 1150. L’intervention de Baudouin III a toutefois empêché la principauté d’Antioche de tomber entièrement aux mains de Nur ad-Dîn.

### Fin de la régence

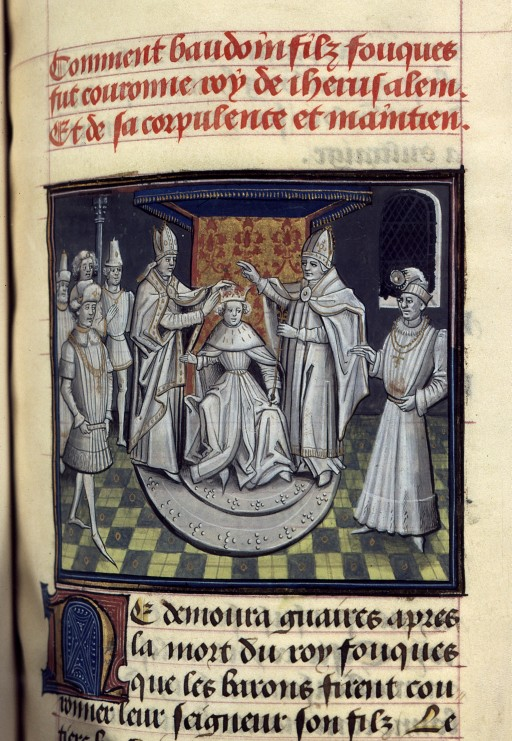
Couronnement de Baudouin III
Guillaume de Tyr, Historia (BNF, Mss.Fr.68, folio 233).

La majorité de Baudouin III approche en 1152, mais la régente Mélisende ne semble pas encline à céder son pouvoir. Le couronnement est prévu le 30 mars 1152, et Mélisende compte être couronnée aux côtés de son fils, mais Baudouin se présente seul à la cérémonie et le clergé, pourtant favorable à Mélisende, ne peut refuser le couronnement. Baudouin III a pour lui le soutien des barons francs, ainsi que la légitimité que lui assurent les lois du royaume. Soutenu par Onfroy II de Toron qu’il nomme connétable et par d’autres barons, Baudouin réclame à sa mère les villes de Jérusalem et de Samarie comme indispensables à la défense du royaume. Mélisende refuse de céder, et Baudouin marche immédiatement sur Mirabel, possession de Manassès de Hierges, le principal soutien de la reine mère, qu’il soumet. Puis il se rend à Jérusalem et prend d’assaut la Tour de David, dont le châtelain, Rohard, est un fidèle soutien de Mélisende et dans laquelle elle s’est retranchée. Mélisende, vaincue, se retire dans son fief de Naplouse.
En 1152, le fils et la mère sont réconciliés. Baudouin fait même preuve de respect envers sa mère. Pour Baudouin, les relations de Melisende, en particulier avec sa sœur Hodierne et sa nièce Constance, sont inestimables depuis que les relations avec Damas sont rompues. Mélisende intervient avec son fils dans le litige qui oppose le comte Raymond II de Tripoli à son épouse Hodierne de Jérusalem, sœur de Mélisende. Après un début d’apaisement, Raymond est assassiné par deux Ismaëliens. Mélisende héberge Aimery de Limoges, patriarche d’Antioche, exilé de sa ville par Renaud de Châtillon, second époux de Constance. En 1154 elle est de nouveau associée aux événements publics du royaume. En 1156, elle conclut un traité avec les marchands de Pise.
Mais Mélisende se retire peu à peu de la vie politique et se consacre aux affaires religieuses. Après la mort du patriarche Foucher d'Angoulême, le 20 novembre 1157, elle et sa belle-fille Sibylle d'Anjou, comtesse de Flandre font élire Amaury de Nesle, prieur du Saint-Sépulcre, élection ensuite confirmée par le pape Adrien IV.
Melisende est présente au mariage de son fils Amaury avec Agnès de Courtenay. En 1160 elle donne son assentiment à une subvention faite par son fils Amaury au Saint-Sépulcre, peut-être à l'occasion de la naissance de sa petite-fille Sibylle de Jérusalem.
En 1161 Mélisende a ce qui semble être un accident vasculaire cérébral. Sa mémoire est sévèrement altérée et elle ne peut plus prendre part aux affaires de l'État. Ses sœurs, la comtesse de Tripoli et l'abbesse de Béthanie, se rendent à son chevet pour l'accompagner jusqu'à sa mort, le 11 septembre 1161. Mélisende est inhumée aux côtés de sa mère, Morfia de Malatya, dans le sanctuaire de Notre-Dame de Josaphat.

## Mariage et enfants
Mariée le 2 juin 1129 avec Foulques d'Anjou (1095 † 1143), elle donne naissance à deux fils :
- Baudouin III (1131 † 1163) ;
- Amaury Ier (1136 † 1174).